# Edmund Joensen
Edmund Joensen, teljes nevén Edmund Esbern Johannes Joensen (Oyri, 1944. szeptember 19.) feröeri politikus, a Sambandsflokkurin (Unionista Párt) tagja és korábbi elnöke. 1994-től 1998-ig Feröer miniszterelnöke volt.

## Pályafutása
1988 óta tagja a Løgtingnek, kivéve miniszterelnöki ciklusát. 1990 és 2001 között az unionisták pártelnöke volt. 1994-től 1998-ig a Folketing tagja volt, és ott is képviselte Feröert, amennyire miniszterelnöki teendői engedték.

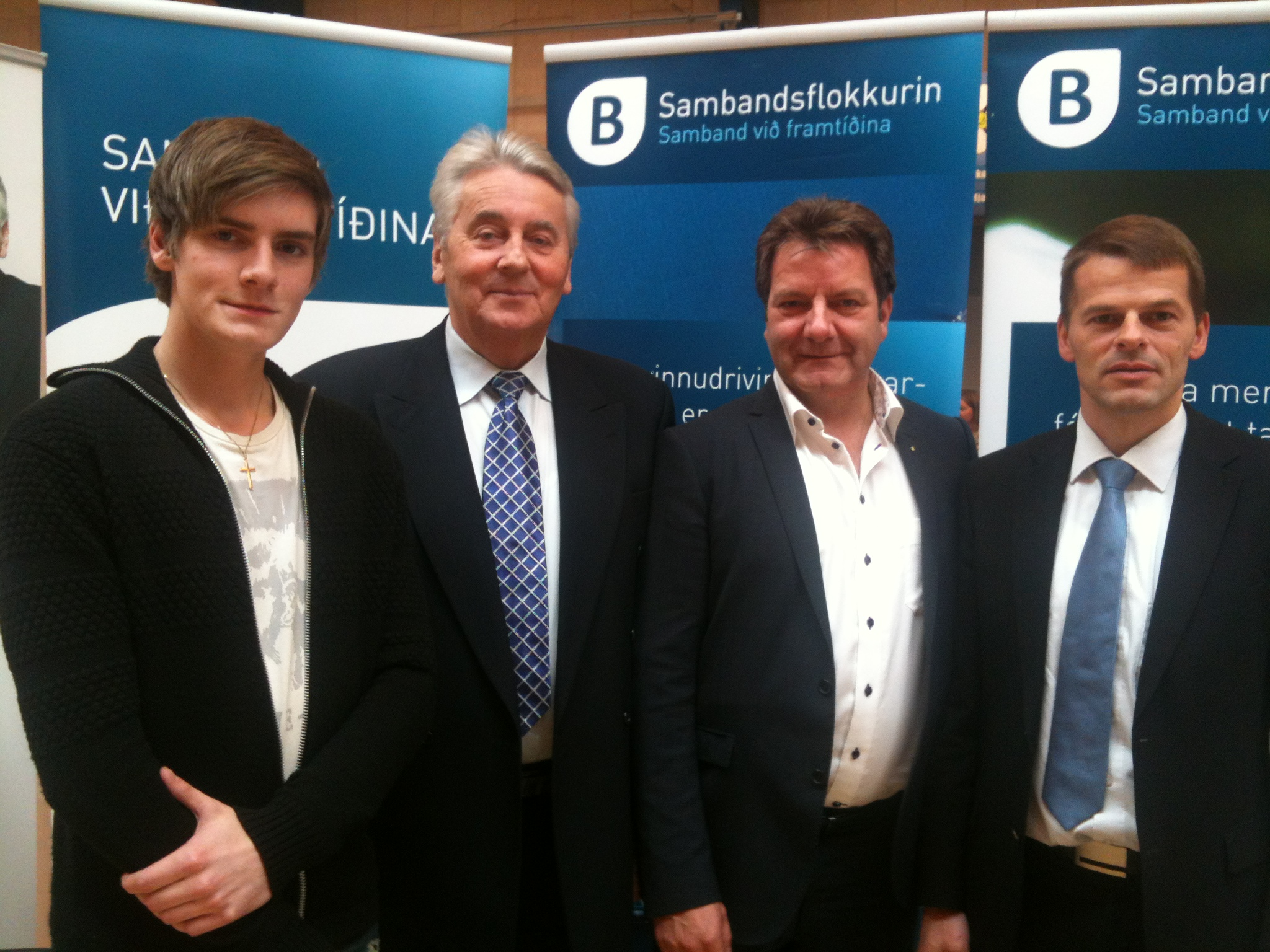
Párttársaival (Sambandsflokkurin) 2012-ben

2002 óta a Løgting elnöke. A 2007-es dán parlamenti választásokon ismét őt választották a két feröeri képviselő egyikének. A Folketingben most a Feröer-bizottság elnöke, így ő az első feröeri a történelemben, aki bizottsági elnöki tisztet tölt be a dán parlamentben.

## Magánélete
Szülei Hansina szül. Samuelsen Haldarsvíkből és Poul Joensen Oyriból. Nős, felesége Edfríð, szül. Johannesen Norðskáliból.

## Fordítás
- Ez a szócikk részben vagy egészben az Edmund Joensen című német Wikipédia-szócikk ezen változatának fordításán alapul.  Az eredeti cikk szerkesztőit annak laptörténete sorolja fel. Ez a jelzés csupán a megfogalmazás eredetét és a szerzői jogokat jelzi, nem szolgál a cikkben szereplő információk forrásmegjelöléseként.